# Moštvo zvezd lige NHL
V moštvo zvezd lige NHL so bili izbrani prvi hokejisti v sezoni 1930/31. Z izborom so skušali vodilni v ligi počastiti tiste hokejiste, ki so na nekem položaju skozi celotno sezone kazali najboljše igre. 
Glasovanje, ki določi izbrane hokejiste, opravijo ob koncu rednega dela sezone predstavniki združenja profesionalnih hokejskih piscev (Professional Hockey Writers' Association).

## 1931–40
| Sezona  | Prvo moštvo                             | Prvo moštvo                          | Položaj | Drugo moštvo                            | Drugo moštvo                         |
| Sezona  | Igralec                                 | Moštvo                               | Položaj | Igralec                                 | Moštvo                               |
| ------- | --------------------------------------- | ------------------------------------ | ------- | --------------------------------------- | ------------------------------------ |
| 1930/31 | Charlie Gardiner                        | Chicago Black Hawks                  | G       | Tiny Thompson                           | Boston Bruins                        |
| 1930/31 | Eddie Shore                             | Boston Bruins                        | D       | Sylvio Mantha                           | Montreal Canadiens                   |
| 1930/31 | King Clancy                             | Toronto Maple Leafs                  | D       | Ching Johnson                           | New York Rangers                     |
| 1930/31 | Aurel Joliat                            | Montreal Canadiens                   | LW      | Bun Cook                                | New York Rangers                     |
| 1930/31 | Howie Morenz                            | Montreal Canadiens                   | C       | Frank Boucher                           | New York Rangers                     |
| 1930/31 | Bill Cook                               | New York Rangers                     | RW      | Dit Clapper                             | Boston Bruins                        |
| 1930/31 | Lester Patrick                          | New York Rangers                     | Trener  | Dick Irvin                              | Chicago Black Hawks                  |
| 1931/32 | Charlie Gardner                         | Chicago Black Hawks                  | G       | Roy Worters                             | New York Americans                   |
| 1931/32 | Eddie Shore                             | Boston Bruins                        | D       | Sylvio Mantha                           | Montreal Canadiens                   |
| 1931/32 | Ching Johnson                           | New York Rangers                     | D       | King Clancy                             | Toronto Maple Leafs                  |
| 1931/32 | Busher Jackson                          | Toronto Maple Leafs                  | LW      | Aurel Joliat                            | Montreal Canadiens                   |
| 1931/32 | Howie Morenz                            | Montreal Canadiens                   | C       | Hooley Smith                            | Montreal Maroons                     |
| 1931/32 | Bill Cook                               | New York Rangers                     | RW      | Charlie Conacher                        | Toronto Maple Leafs                  |
| 1931/32 | Lester Patrick                          | New York Rangers                     | Trener  | Dick Irvin                              | Toronto Maple Leafs                  |
| 1932/33 | John Roach                              | Detroit Red Wings                    | G       | Charlie Gardiner                        | Chicago Black Hawks                  |
| 1932/33 | Eddie Shore                             | Boston Bruins                        | D       | King Clancy                             | Toronto Maple Leafs                  |
| 1932/33 | Ching Johnson                           | New York Rangers                     | D       | Lionel Conacher                         | Montreal Maroons                     |
| 1932/33 | Baldy Northcott                         | Montreal Maroons                     | LW      | Busher Jackson                          | Toronto Maple Leafs                  |
| 1932/33 | Frank Boucher                           | New York Rangers                     | C       | Howie Morenz                            | Montreal Canadiens                   |
| 1932/33 | Bill Cook                               | New York Rangers                     | RW      | Charlie Conacher                        | Toronto Maple Leafs                  |
| 1932/33 | Lester Patrick                          | New York Rangers                     | Trener  | Dick Irvin                              | Toronto Maple Leafs                  |
| 1933/34 | Charlie Gardiner                        | Chicago Black Hawks                  | G       | Roy Worters                             | New York Americans                   |
| 1933/34 | King Clancy                             | Toronto Maple Leafs                  | D       | Eddie Shore                             | Boston Bruins                        |
| 1933/34 | Lionel Conacher                         | Chicago Black Hawks                  | D       | Ching Johnson                           | New York Rangers                     |
| 1933/34 | Busher Jackson                          | Toronto Maple Leafs                  | LW      | Aurel Joliat                            | Montreal Canadiens                   |
| 1933/34 | Frank Boucher                           | New York Rangers                     | C       | Joe Primeau                             | Toronto Maple Leafs                  |
| 1933/34 | Charlie Conacher                        | Toronto Maple Leafs                  | RW      | Bill Cook                               | New York Rangers                     |
| 1933/34 | Lester Patrick                          | New York Rangers                     | Trener  | Dick Irvin                              | Toronto Maple Leafs                  |
| 1934/35 | Lorne Chabot                            | Chicago Black Hawks                  | G       | Tiny Thompson                           | Boston Bruins                        |
| 1934/35 | Eddie Shore                             | Boston Bruins                        | D       | Cy Wentworth                            | Montreal Maroons                     |
| 1934/35 | Earl Seibert                            | New York Rangers                     | D       | Art Coulter                             | Chicago Black Hawks                  |
| 1934/35 | Busher Jackson                          | Toronto Maple Leafs                  | LW      | Aurel Joliat                            | Montreal Canadiens                   |
| 1934/35 | Frank Boucher                           | New York Rangers                     | C       | Cooney Weiland                          | Detroit Red Wings                    |
| 1934/35 | Charlie Conacher                        | Toronto Maple Leafs                  | RW      | Dit Clapper                             | Boston Bruins                        |
| 1934/35 | Lester Patrick                          | New York Rangers                     | Trener  | Dick Irvin                              | Toronto Maple Leafs                  |
| 1935/36 | Tiny Thompson                           | Boston Bruins                        | G       | Wilf Cude                               | Montreal Canadiens                   |
| 1935/36 | Eddie Shore                             | Boston Bruins                        | D       | Earl Seibert                            | NY Rangers/Chicago                   |
| 1935/36 | Babe Siebert                            | Boston Bruins                        | D       | Ebbie Goodfellow                        | Detroit Red Wings                    |
| 1935/36 | Sweeney Schriner                        | New York Americans                   | LW      | Paul Thompson                           | Chicago Black Hawks                  |
| 1935/36 | Hooley Smith                            | Montreal Maroons                     | C       | Bill Thoms                              | Toronto Maple Leafs                  |
| 1935/36 | Charlie Conacher                        | Toronto Maple Leafs                  | RW      | Cecil Dillon                            | New York Rangers                     |
| 1935/36 | Lester Patrick                          | New York Rangers                     | Trener  | Tommy Gorman                            | Montreal Maroons                     |
| 1936/37 | Normie Smith                            | Detroit Red Wings                    | G       | Wilf Cude                               | Montreal Canadiens                   |
| 1936/37 | Babe Siebert                            | Montreal Canadiens                   | D       | Earl Seibert                            | Chicago Black Hawks                  |
| 1936/37 | Ebbie Goodfellow                        | Detroit Red Wings                    | D       | Lionel Conacher                         | Montreal Maroons                     |
| 1936/37 | Busher Jackson                          | Toronto Maple Leafs                  | LW      | Sweeney Schriner                        | New York Americans                   |
| 1936/37 | Marty Barry                             | Detroit Red Wings                    | C       | Art Chapman                             | New York Americans                   |
| 1936/37 | Larry Aurie                             | Detroit Red Wings                    | RW      | Cecil Dillon                            | New York Rangers                     |
| 1936/37 | Jack Adams                              | Detroit Red Wings                    | Trener  | Cecil Hart                              | Montreal Canadiens                   |
| 1937/38 | Tiny Thompson                           | Boston Bruins                        | G       | Dave Kerr                               | New York Rangers                     |
| 1937/38 | Eddie Shore                             | Boston Bruins                        | D       | Art Coulter                             | New York Rangers                     |
| 1937/38 | Babe Siebert                            | Montreal Canadiens                   | D       | Earl Seibert                            | Chicago Black Hawks                  |
| 1937/38 | Paul Thompson                           | Chicago Black Hawks                  | LW      | Toe Blake                               | Montreal Canadiens                   |
| 1937/38 | Bill Cowley                             | Boston Bruins                        | C       | Syl Apps                                | Toronto Maple Leafs                  |
| 1937/38 | Cecil Dillon & Gord Drillon (izenačena) | New York Rangers Toronto Maple Leafs | RW      | Cecil Dillon & Gord Drillon (izenačena) | New York Rangers Toronto Maple Leafs |
| 1937/38 | Lester Patrick                          | New York Rangers                     | Trener  | Art Ross                                | Boston Bruins                        |
| 1938/39 | Frank Brimsek                           | Boston Bruins                        | G       | Earl Robertson                          | New York Americans                   |
| 1938/39 | Eddie Shore                             | Boston Bruins                        | D       | Earl Seibert                            | Chicago Black Hawks                  |
| 1938/39 | Dit Clapper                             | Boston Bruins                        | D       | Art Coulter                             | New York Rangers                     |
| 1938/39 | Toe Blake                               | Montreal Canadiens                   | LW      | Johnny Gottselig                        | Chicago Black Hawks                  |
| 1938/39 | Syl Apps                                | Toronto Maple Leafs                  | C       | Neil Colville                           | New York Rangers                     |
| 1938/39 | Gord Drillon                            | Toronto Maple Leafs                  | RW      | Bobby Bauer                             | Boston Bruins                        |
| 1938/39 | Art Ross                                | Boston Bruins                        | Trener  | Red Dutton                              | New York Americans                   |
| 1939/40 | Dave Kerr                               | New York Rangers                     | G       | Frank Brimsek                           | Boston Bruins                        |
| 1939/40 | Dit Clapper                             | Boston Bruins                        | D       | Art Coulter                             | New York Rangers                     |
| 1939/40 | Ebbie Goodfellow                        | Detroit Red Wings                    | D       | Earl Seibert                            | Chicago Black Hawks                  |
| 1939/40 | Toe Blake                               | Montreal Canadiens                   | LW      | Woody Dumart                            | Boston Bruins                        |
| 1939/40 | Milt Schmidt                            | Boston Bruins                        | C       | Neil Colville                           | New York Rangers                     |
| 1939/40 | Bryan Hextall                           | New York Rangers                     | RW      | Bobby Bauer                             | Boston Bruins                        |
| 1939/40 | Paul Thompson                           | Chicago Black Hawks                  | Trener  | Frank Boucher                           | New York Rangers                     |

## 1940–50
1940–41:
1941–42:
1942–43:
1943–44:
1944–45:
1945–46:
1946–47:
1947–48:
1948–49:
1949–50:

## 1950–60
1950–51:
1951–52:
1952–53:
1953–54:
1954–55:
1955–56:
1956–57:
1957–58:
1958–59:
1959–60:

## 1960–70
1960–61:
1961–62:
1962–63:
1963–64:
1964–65:
1965–66:
1966–67:
1967–68:
1968–69:
1969–70:

## 1970–80
1970–71:
1971–72:
1972–73:
1973–74:
1974–75:
1975–76:
1976–77:
1977–78:
1978–79:
1979–80:

## 1980–90
1980–81:
1981–82:
1982–83:
1983–84:
1984–85:
1985–86:
1986–87:
1987–88:
1988–89:
1989–90:

## 1990–00
1990–91:
1991–92:
1992–93:
1993–94:
1995:
1995–96:
1996–97:
1997–98:
1998–99:
1999–2000:

## 2000–trenutno
2000–01:
2001–02:
2002–03:
2003–04:
2005–06:
2006–07:
2007–08:
2008–09:

## Sprejeti v prvo moštvo po položaju
Aktivni hokejisti so napisani krepko.
Center:
- Wayne Gretzky, 8-krat
- Jean Beliveau, 6-krat
- Phil Esposito, 6-krat
- Stan Mikita, 6-krat
- Mario Lemieux, 5-krat
- Bill Cowley, 4-krat
- Milt Schmidt, 3-krat
- Frank Boucher, 3-krat
- Joe Sakic, 3-krat
- Peter Forsberg, 3-krat

Desno krilo:
- Gordie Howe, 12-krat
- Maurice Richard, 8-krat
- Jaromír Jágr, 7-krat
- Guy Lafleur, 6-krat
- Mike Bossy, 5-krat
- Brett Hull, 3-krat
- Bill Cook, 3-krat
- Charlie Conacher, 3-krat
- Jarome Iginla, 3-krat

Levo krilo:
- Bobby Hull, 10-krat
- Ted Lindsay, 8-krat
- Luc Robitaille, 5-krat
- Busher Jackson, 4-krat
- Aleksander Ovečkin, 4-krat
- Toe Blake, 3-krat
- John LeClair, 3-krat
- Paul Kariya, 3-krat
- Markus Näslund, 3-krat

Branilci:
- Ray Bourque, 13-krat
- Doug Harvey, 10-krat
- Nicklas Lidstrom, 9-krat
- Bobby Orr, 8-krat
- Eddie Shore, 7-krat
- Red Kelly, 6-krat
- Chris Chelios, 5-krat
- Brad Park, 5-krat
- Pierre Pilote, 5-krat
- Denis Potvin, 5-krat

Vratar:
- Glenn Hall, 7-krat
- Dominik Hašek, 6-krat
- Bill Durnan, 6-krat
- Ken Dryden, 5-krat
- Patrick Roy, 4-krat
- Tony Esposito, 3-krat
- Jacques Plante, 3-krat
- Terry Sawchuk, 3-krat
- Martin Brodeur, 3-krat